# Teoxena de Siracusa
Teoxena (en llatí Theoxena, en grec antic Θεόξενα) fou la darrera esposa d'Agàtocles de Siracusa amb qui va tenir un fill i una filla.
Justí diu que era una princesa egípcia però si realment aquest era el cas, la seva vinculació a la casa dels Ptolemeus és desconeguda tot i que s'especula que podria ser filla de Berenice I del seu primer matrimoni. Justí, que no parla de la vida de Teoxena a Siracusa, també diu que Agàtocles, quan va veure pròxima la seva mort cap a l'any 288 aC, preocupat per la crisi política que es podia produir, la va enviar a Egipte amb els seus dos fills.